# Северин Шалі
Северин Ша́лі (словен. Severin Šali, 22 жовтня 1911, Подлісець, тепер Південно-Східна Словенія — 24 жовтня 1992, Ново Место, Словенія) — словенський поет і перекладач. В 1976 році видав збірку перекладів творів Т. Шевченка.      

## Творчість
Друкуватися почав 1938 року. Перша збірка — «Водоспад тиші» ("Slap tišine") була надрукована 1940 року. Переклав низку творів європейської прози й поезії, класичної і радянської російської літератури. 
В 1976 році видав збірку перекладів з 18 творів Т. Шевченка, серед яких були «Заповіт», «Катерина», «Іван Підкова», «Тарасова ніч», «Гамалія» тощо.

## Твори
- Slap tišine (Jugoslovanska knjigarna, Ljubljana 1940)
- Srečevanja s smrtjo (Ljudska knjigarna, Ljubljana 1943)
- Spev v rodni zemlji (Zimska pomoč, Ljubljana 1944)
- Pesem o začaranem poetu (Študijska knjižnica Mirana Jarca, Novo mesto 1957)
- Pesek in zelenice (Samorastniške besede, Ljubljana 1982)
- Sijoče mračine (Mladinska knjiga, Ljubljana 1985)
- Pesnik na večerni poti (Dolenjska založba, Novo mesto 1991)

Твори для дітей:   
- Teče to in teče ono (Mladinska knjiga, Ljubljana 1983)
- V deveto deželo (Mladika, Ljubljana 1995)